# Chalid ibn Yazid
Chalid ibn Yazid (* um 668; † 704) war der Sohn von Yazid I., des Kalifen von Damaskus. Er hatte einen Ruf als Alchemist.
Als sein älterer Bruder Muʿāwiya II. 684 starb, kam nicht er, sondern Marwan I. aus einer Umayyaden-Seitenlinie an die Macht und nach dessen Tod sein Sohn Abd al-Malik. Chalid ibn Yazid hatte enge Verbindung zu ihm und nahm unter ihm Verwaltungs- und Militäraufgaben wahr, so auf einem Feldzug 691. Später zog er sich nach Homs zurück, schrieb Gedichte und widmete sich Hadith-Studien.
Ihm werden eine Reihe alchemistischer Schriften zugeschrieben, die aber wohl apokryph sind, wie schon Ruska vermutete, und deren Zuschreibung einer späteren arabischen Überlieferung aus dem 9. Jahrhundert und später entstammt.
Am bekanntesten ist die lateinische Übersetzung aus dem Arabischen Liber de compositione alchimiae aus dem 12. Jahrhundert. Die lateinische Übersetzung stammte von Robert von Chester und ist 1144 datiert. Sie soll die erste Schrift sein, die den Westen mit der arabischen Alchemie bekanntmachte und hat die Form eines Dialogs von Chalid ibn Yazid (latinisiert Calid) mit dem Einsiedler Morienus. Bei den Arabern wird Chalid auch die erste Beschäftigung mit Alchemie zugeschrieben und der Anstoß für Übersetzungen entsprechender antiker Schriften (so im Kitab-al-Fihrist von Ibn an-Nadīm), darunter das Buch des Krates. Die arabische Übersetzung aus dem Griechischen kann aber nach Ruska frühestens vom Ende des 8. Jahrhunderts sein. Es sind keine Schriften bekannt, die ihm sicher zugeschrieben werden können, jedoch verschiedene Schriften die unter seinem Namen erschienen: Liber secretorum alchemiae und Liber trium verborum, die die Herstellung des Steins der Weisen behandeln, ohne konkret zu werden. Das Opus magnum der Alchemisten vergleicht er mit Schwangerschaft und Geburt und erfordert nach ihm astrologische Einflüsse. Nach Joachim Tanckius (1610) waren sie von einem jüdischen Autor und ursprünglich in Hebräisch. Sie sind im Theatrum Chemicum abgedruckt. Im Rosarium Philosophorum (1550) wird er als Hali zitiert.